# Comuna Sadu, Sibiu
Sadu (în maghiară Cód, în germană Zoodt) este o comună în județul Sibiu, Transilvania, România, formată numai din satul de reședință cu același nume.

## Demografie
Componența etnică a comunei Sadu
     Români (91,25%)
     Alte etnii (1,44%)
     Necunoscută (7,3%)
Componența confesională a comunei Sadu
     Ortodocși (89,22%)
     Adventiști (1,09%)
     Alte religii (2,07%)
     Necunoscută (7,61%)
Conform recensământului efectuat în 2021, populația comunei Sadu se ridică la 2.561 de locuitori, în creștere față de recensământul anterior din 2011, când fuseseră înregistrați 2.365 de locuitori. Majoritatea locuitorilor sunt români (91,25%), iar pentru 7,3% nu se cunoaște apartenența etnică. Din punct de vedere confesional, majoritatea locuitorilor sunt ortodocși (89,22%), cu o minoritate de adventiști (1,09%), iar pentru 7,61% nu se cunoaște apartenența confesională.

## Politică și administrație
Comuna Sadu este administrată de un primar și un consiliu local compus din 11 consilieri. Primarul, Valentin-Dumitru-Ioan Ivan[*], de la Partidul Național Liberal, este în funcție din 2004. Începând cu alegerile locale din 2024, consiliul local are următoarea componență pe partide politice:
|  | Partid                          | Consilieri | Componența Consiliului | Componența Consiliului | Componența Consiliului | Componența Consiliului | Componența Consiliului | Componența Consiliului | Componența Consiliului |
|  | ------------------------------- | ---------- | ---------------------- | ---------------------- | ---------------------- | ---------------------- | ---------------------- | ---------------------- | ---------------------- |
|  | Partidul Național Liberal       | 7          |                        |                        |                        |                        |                        |                        |                        |
|  | Alianța pentru Unirea Românilor | 2          |                        |                        |                        |                        |                        |                        |                        |
|  | Partidul Social Democrat        | 1          |                        |                        |                        |                        |                        |                        |                        |
|  | Neagoe Gheorghe                 | 1          |                        |                        |                        |                        |                        |                        |                        |

## Atracții turistice
- Biserica de piatră „Adormirea Maicii Domnului” din satul Sadu, construcție secolul al XVI-lea
- Biserica de lemn din Sadu
- Capela-troiță din Sadu (cca 1750)
- Casa memorială Dr. Ioan Piuariu Molnar
- Monumentul Eroilor
- Muzeul Energetic Sadu I
- Hidrocentrala Sadu II

## Primarii comunei
- 1996[8] - 2000 - Lotrean Ioan, de la PDSR
- 2000[9] - 2004 - Hanea Dumitru, de la PD
- 2004[10] - 2008 - Ivan Valentin-Dumitru-Ioan, de la PSD
- 2008[11] - 2012 - Ivan Valentin Dumitru Ioan, de la PDL
- 2012[12] - 2016 - Valentin-Dumitru-Ioan Ivan, de la PDL
- 2016[13] - 2020 - Valentin-Dumitru-Ioan Ivan, de la PNL

## Personalități născute aici
- Samuil Micu (1745 - 1806), teolog greco-catolic, istoric, filolog, lexicograf și filozof iluminist român, reprezentant al Școlii Ardelene;
- Inocențiu Micu-Klein (1692 - 1768), episcop greco-catolic al Episcopiei române unite de Făgăraș, considerat întemeietorul gândirii politice românești moderne.

## Imagini

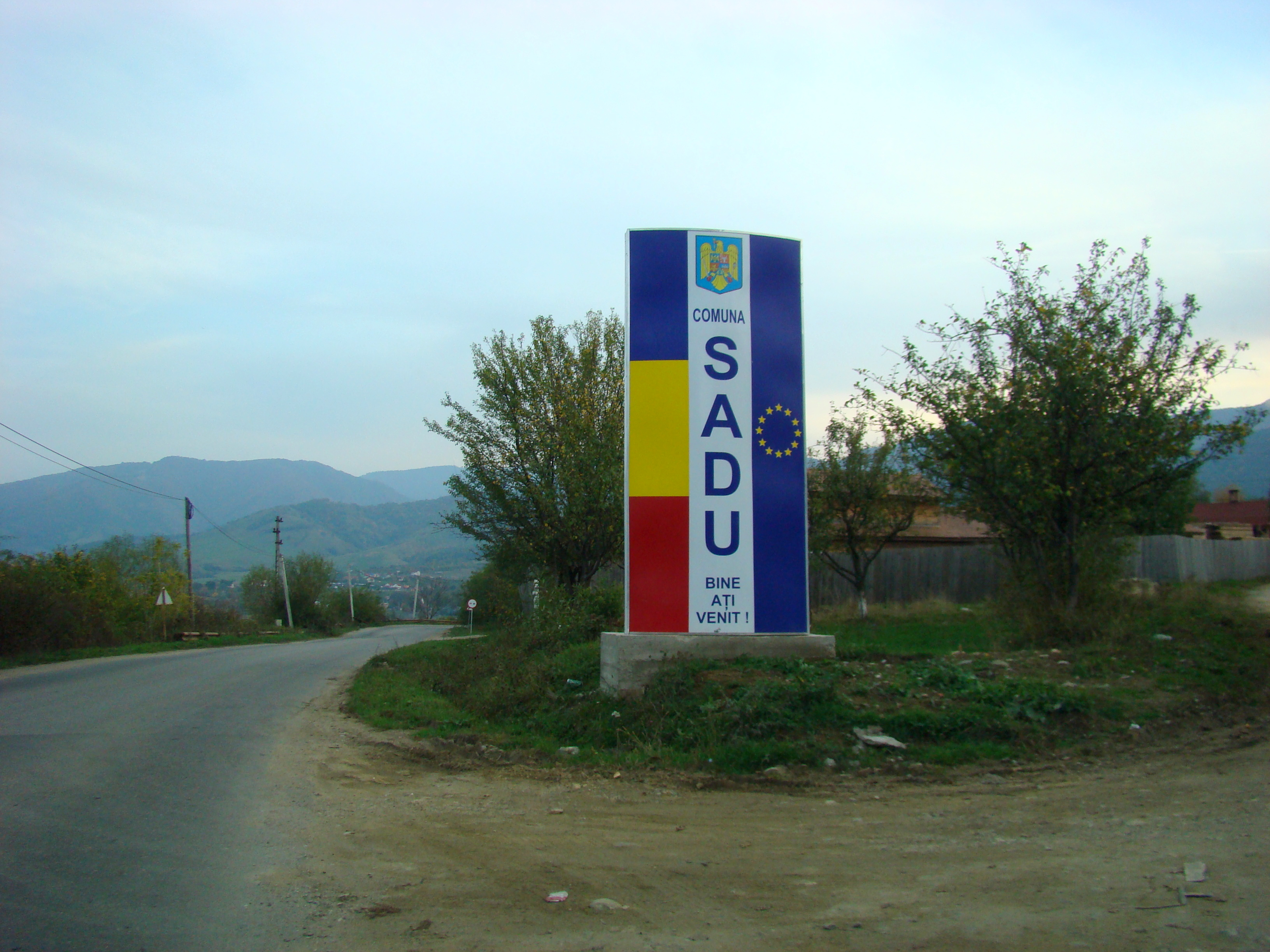
Intrarea în localitate
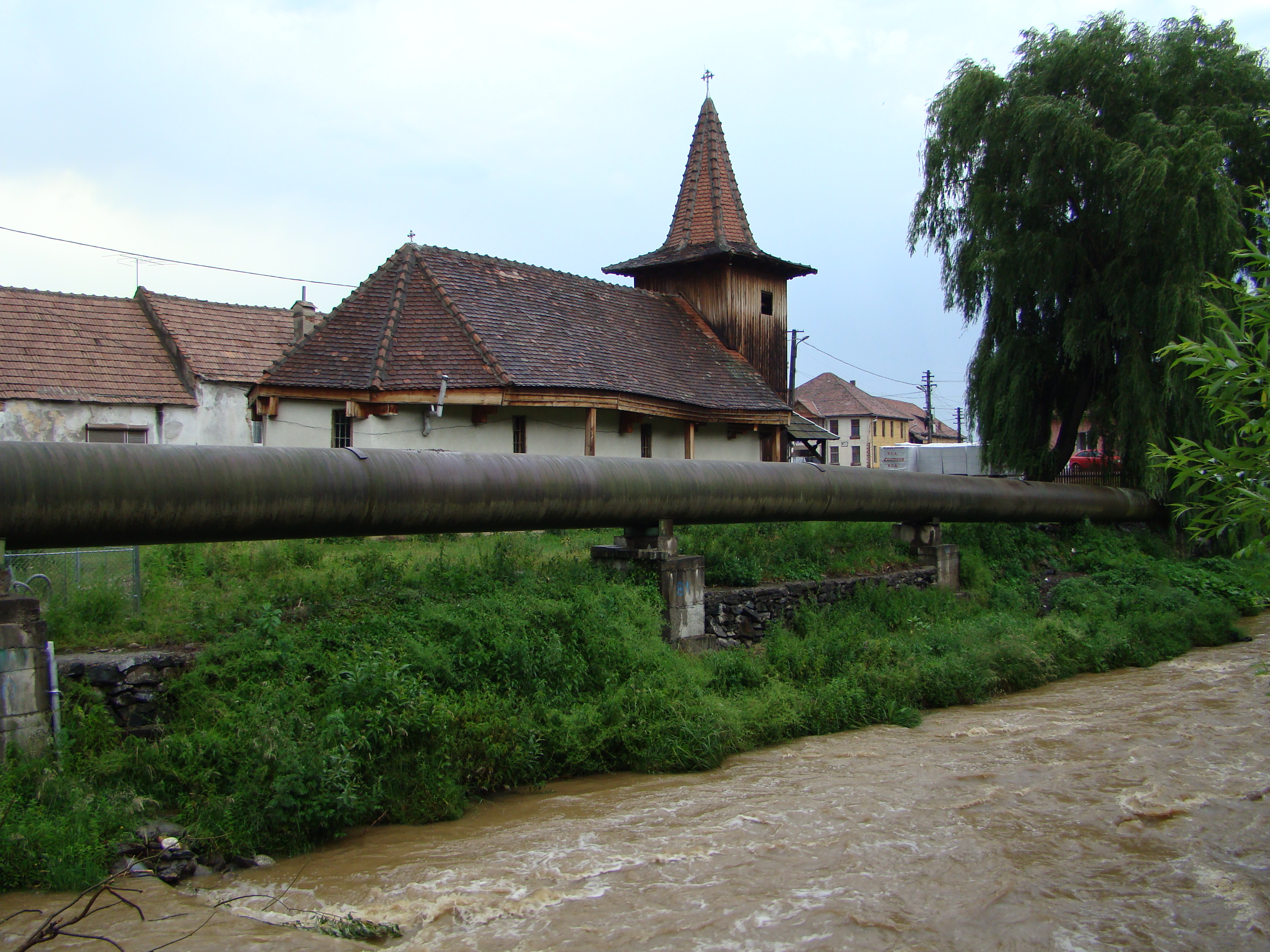
Biserica de lemn și râul Sadu
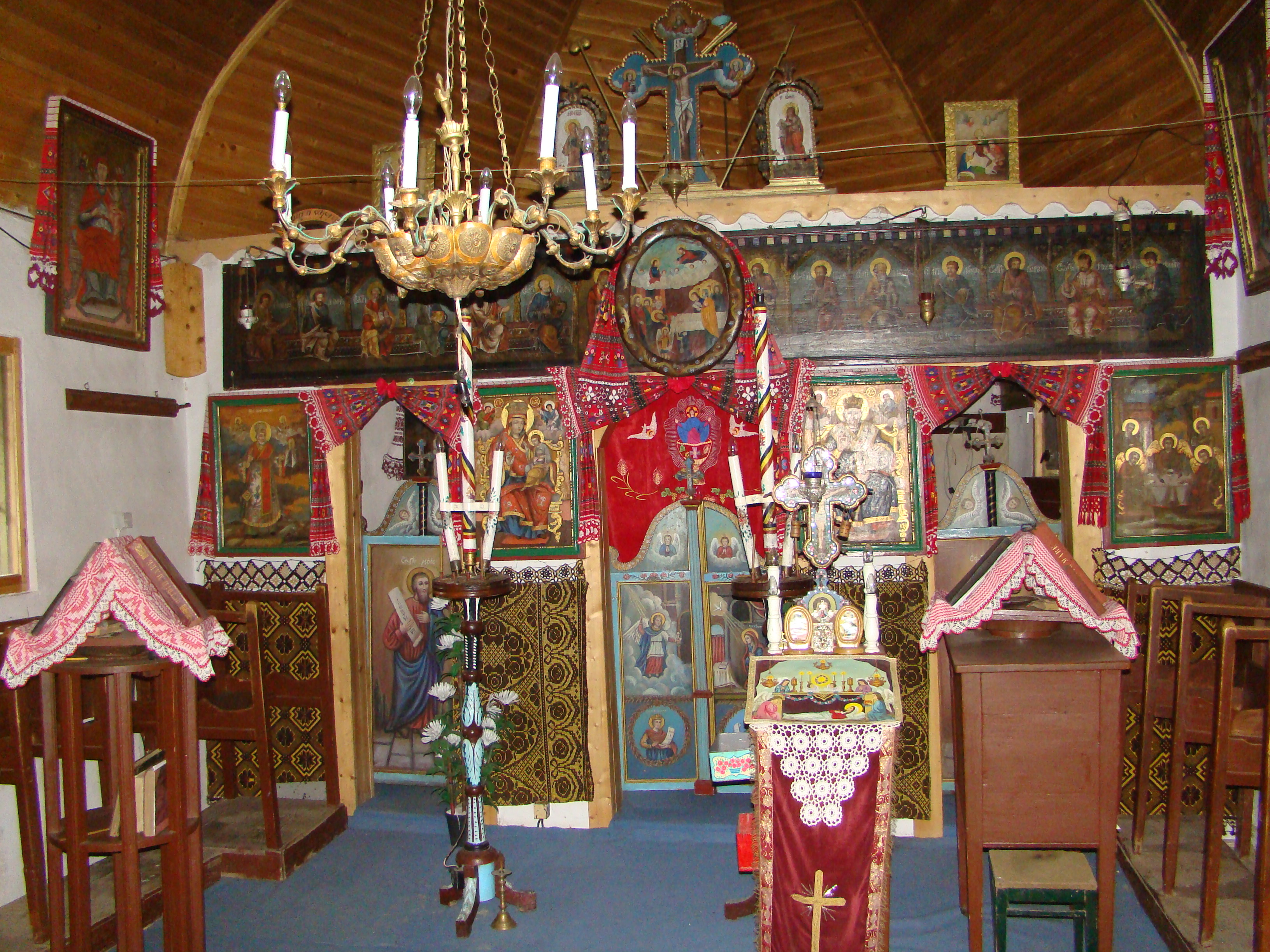
Biserica de lemn
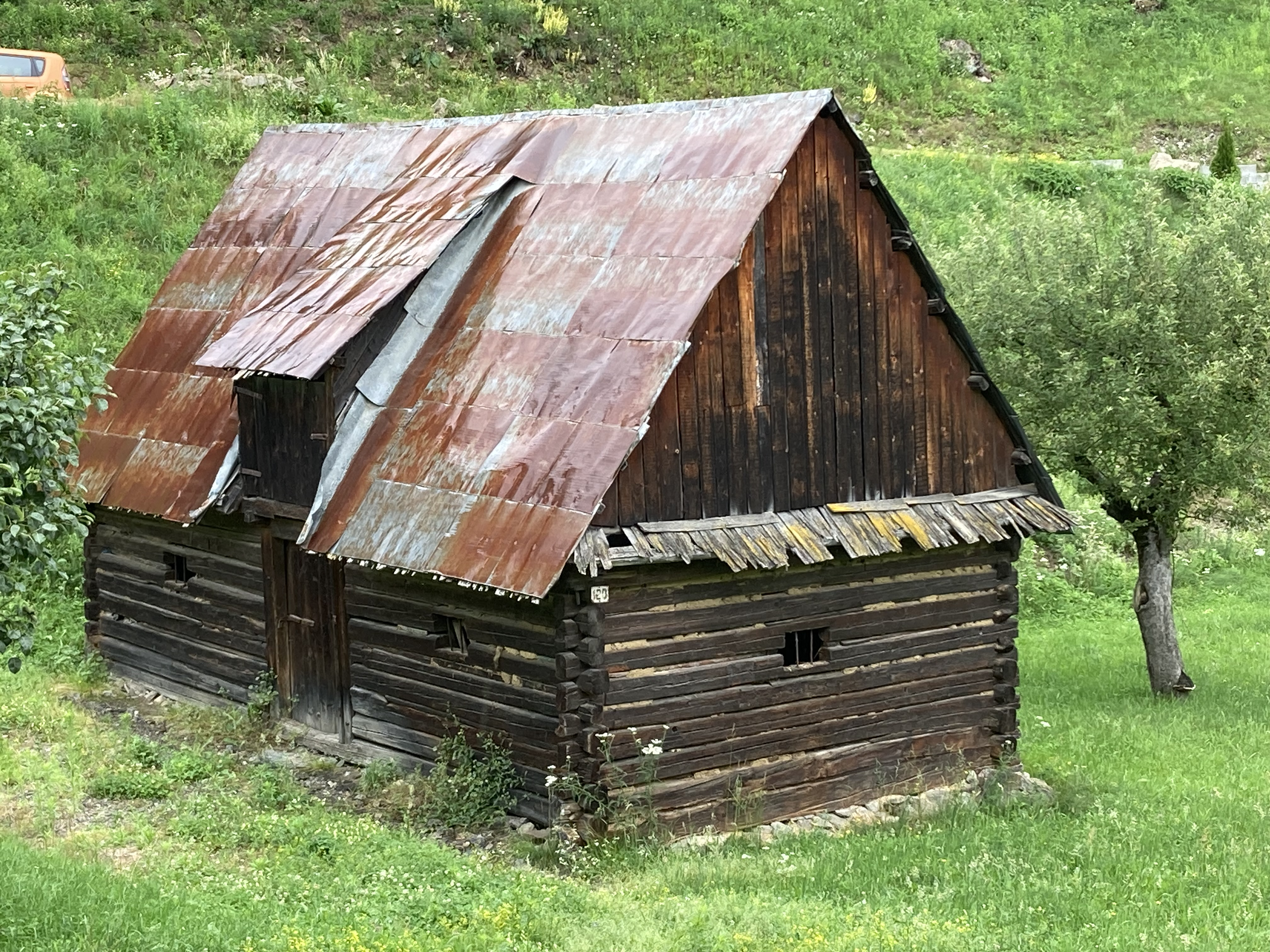
Casă de lemn
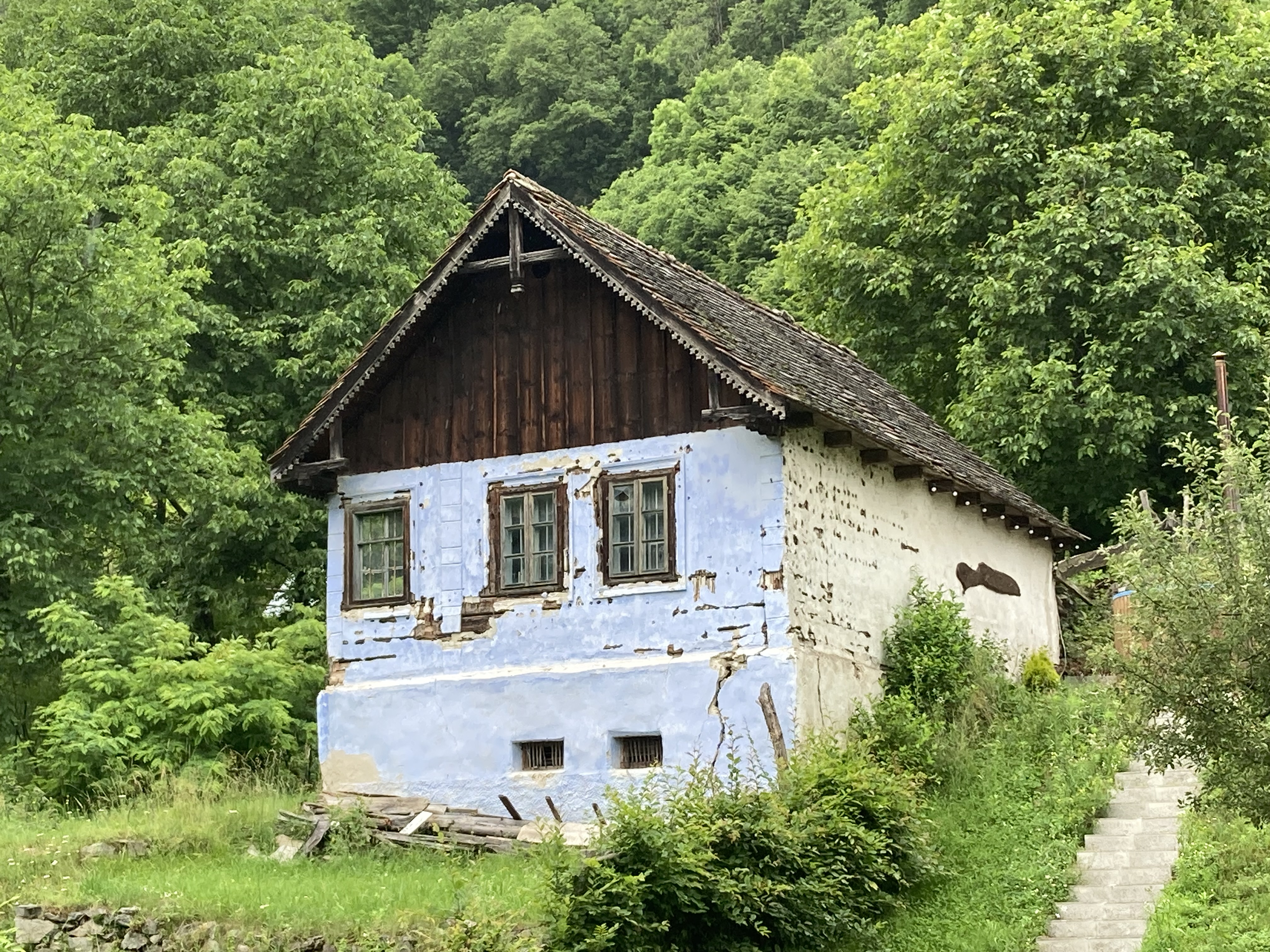
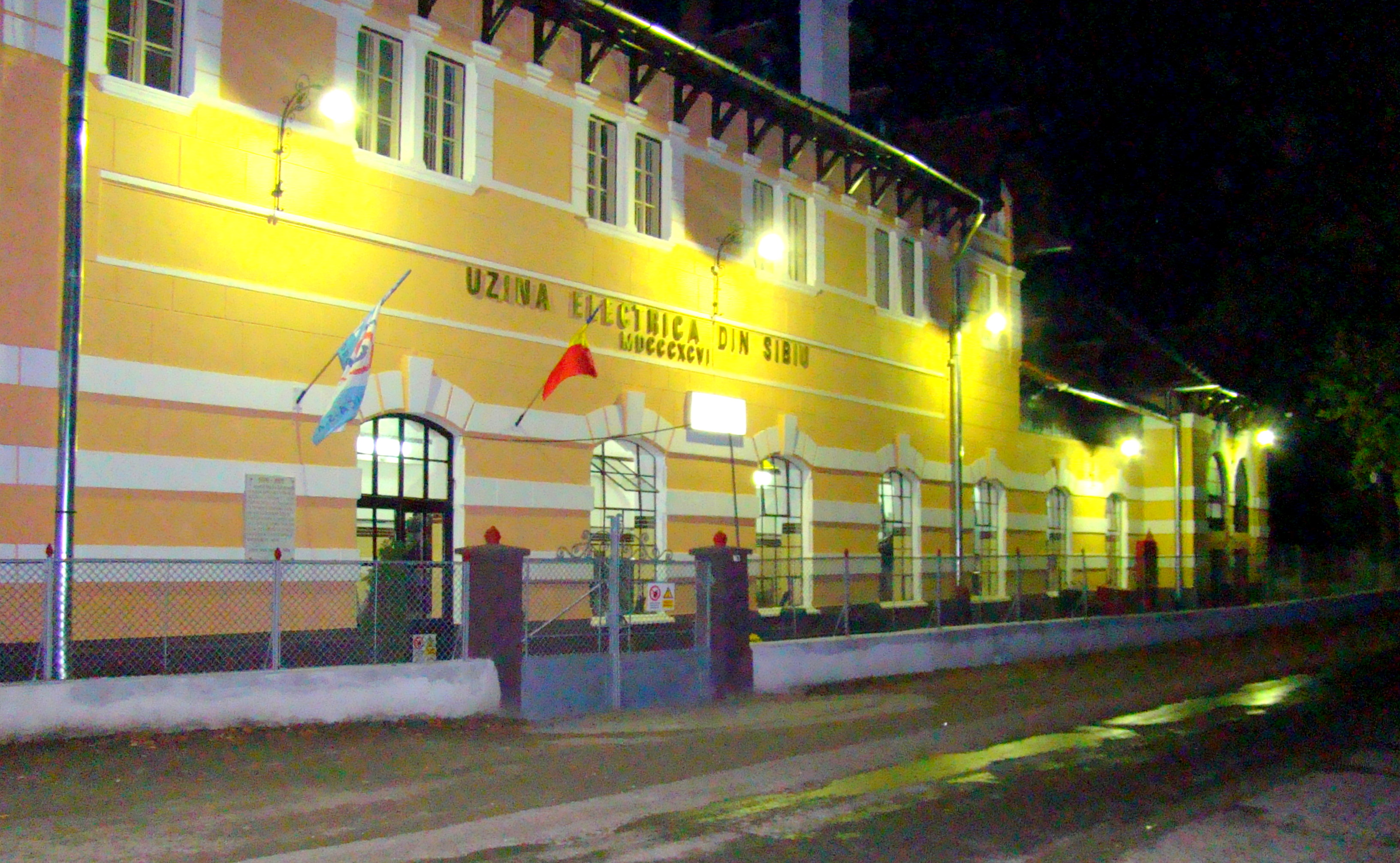
Hidrocentrala Sadu I
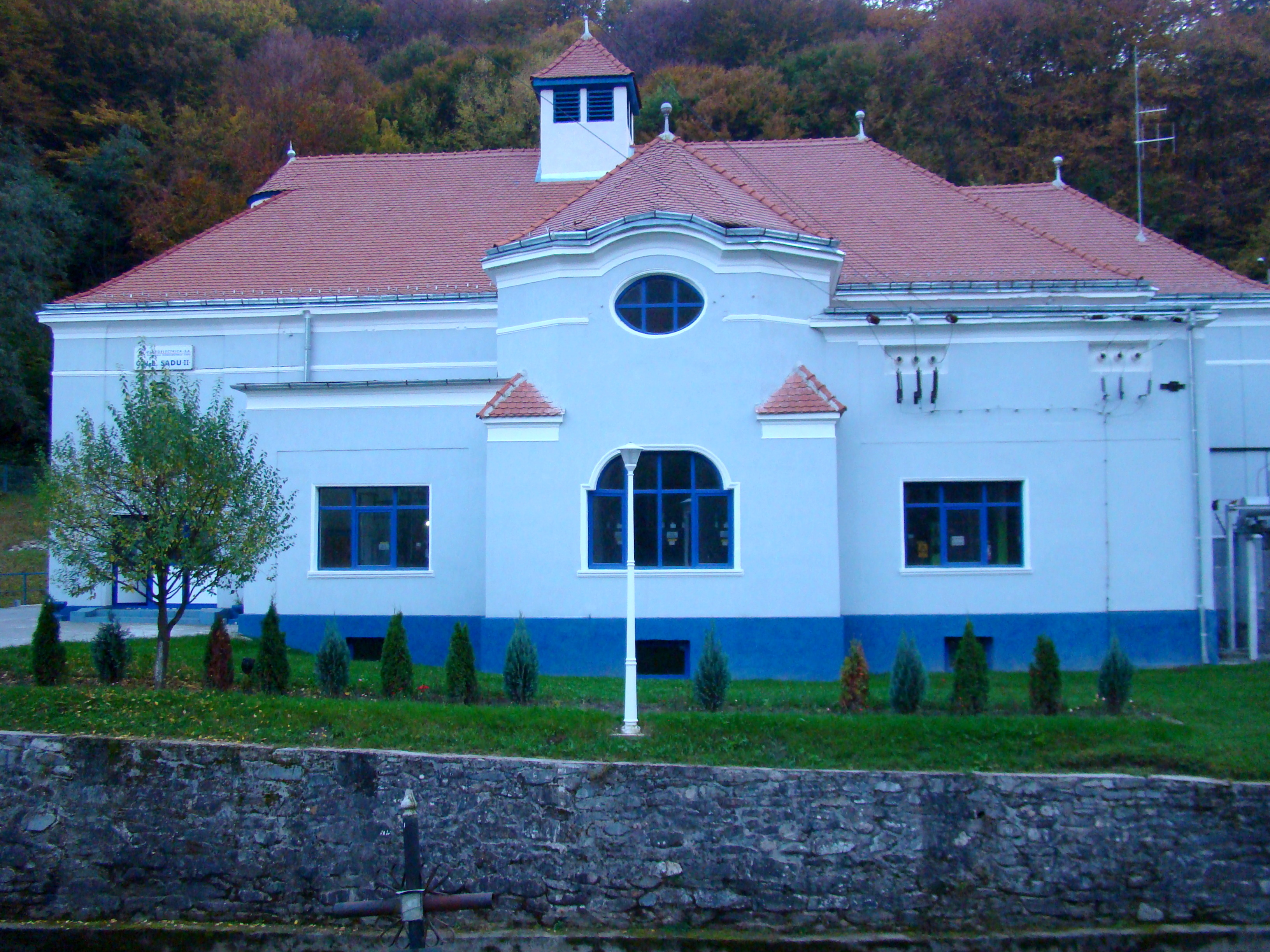
Hidrocentrala Sadu II
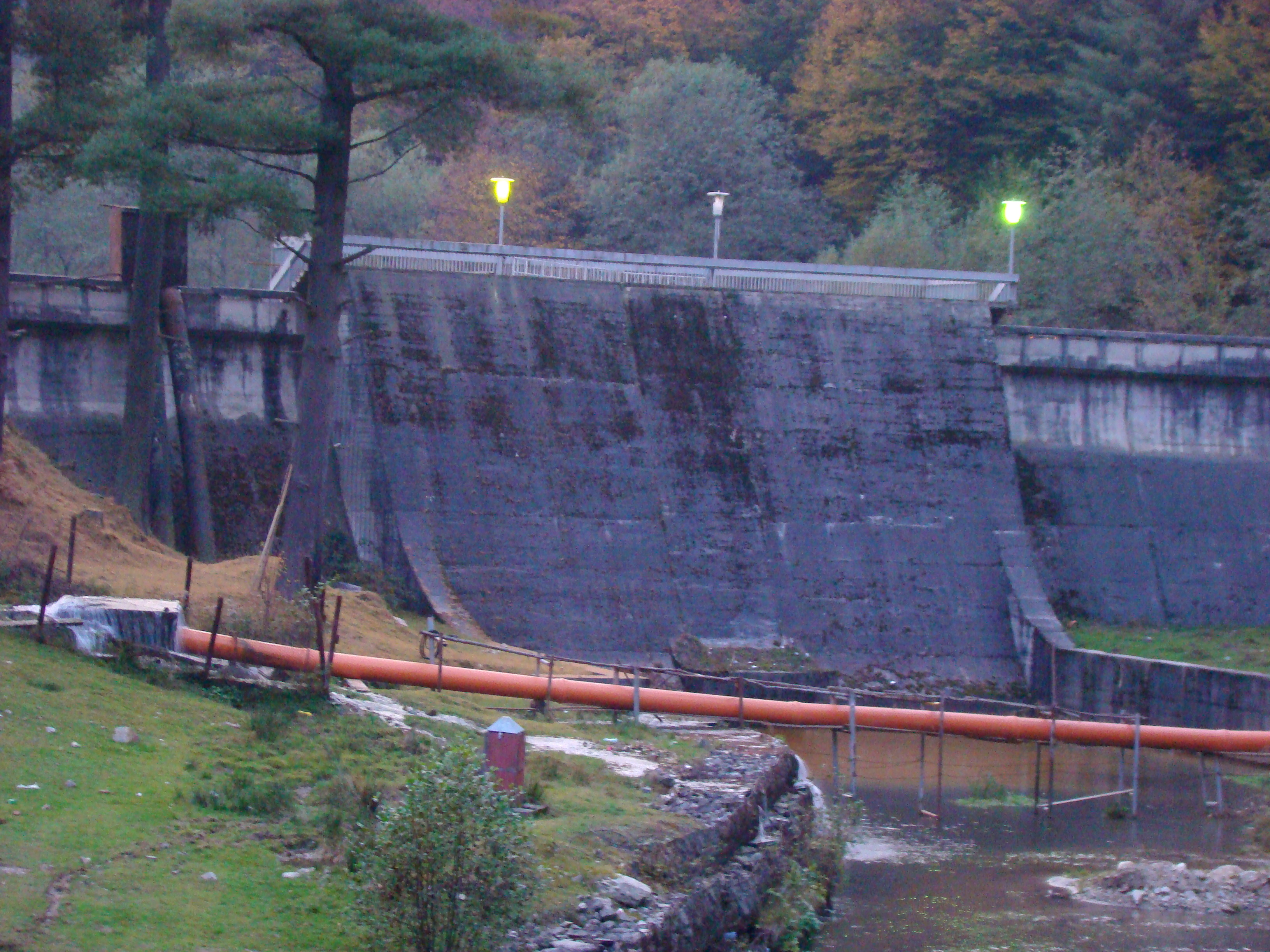
Barajul
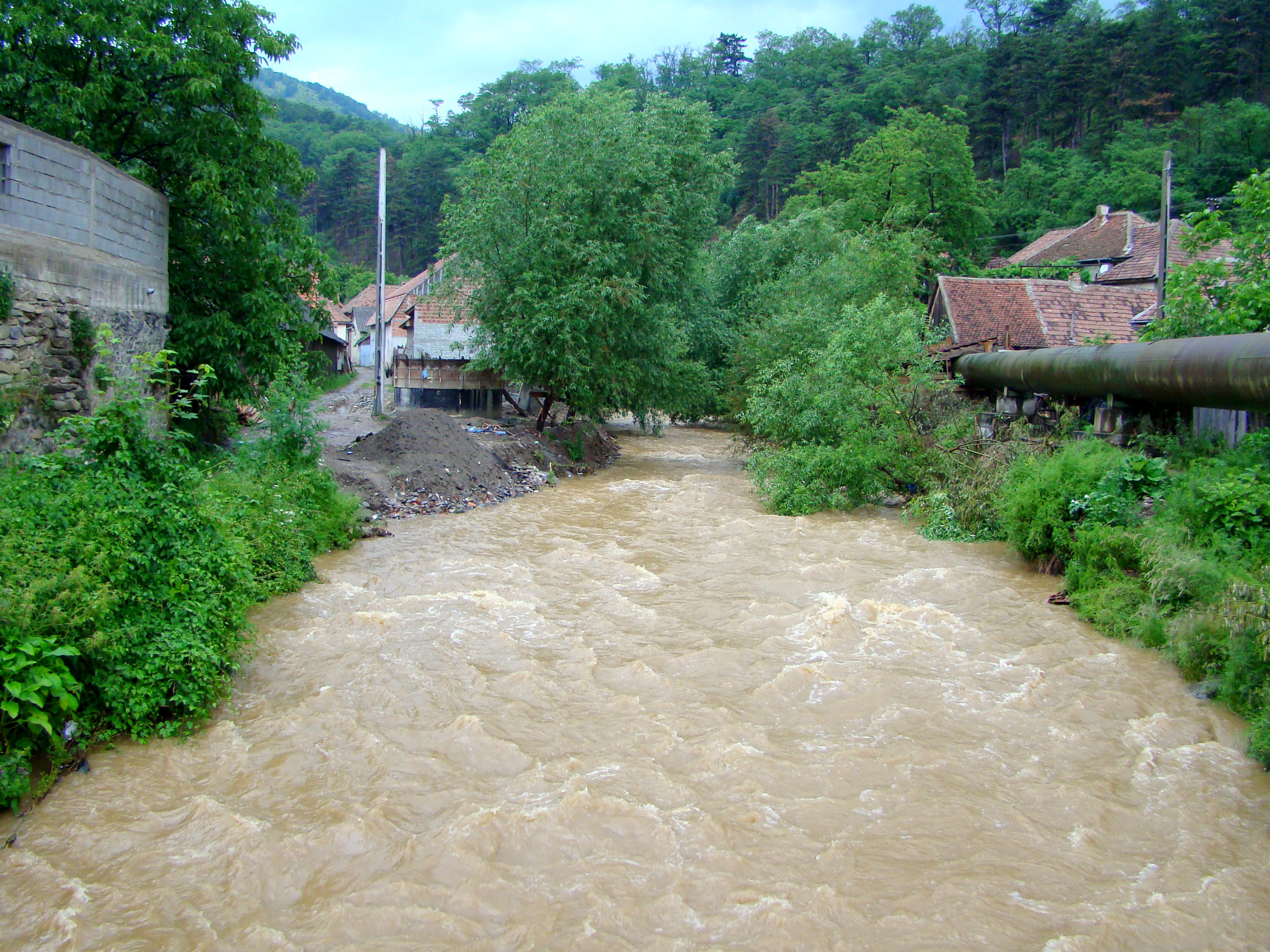
Râul Sadu
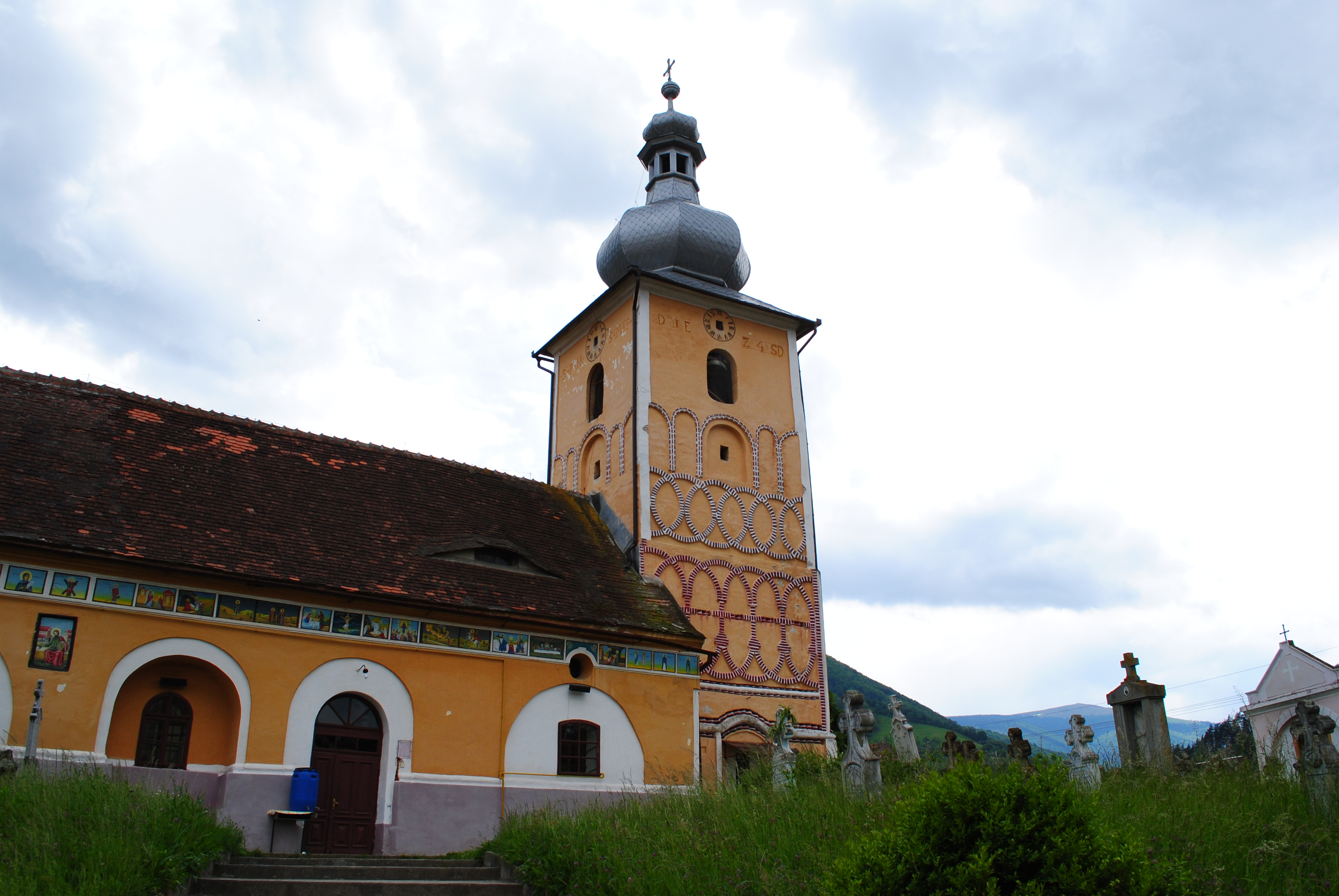
Biserica Adormirea Maicii Domnului
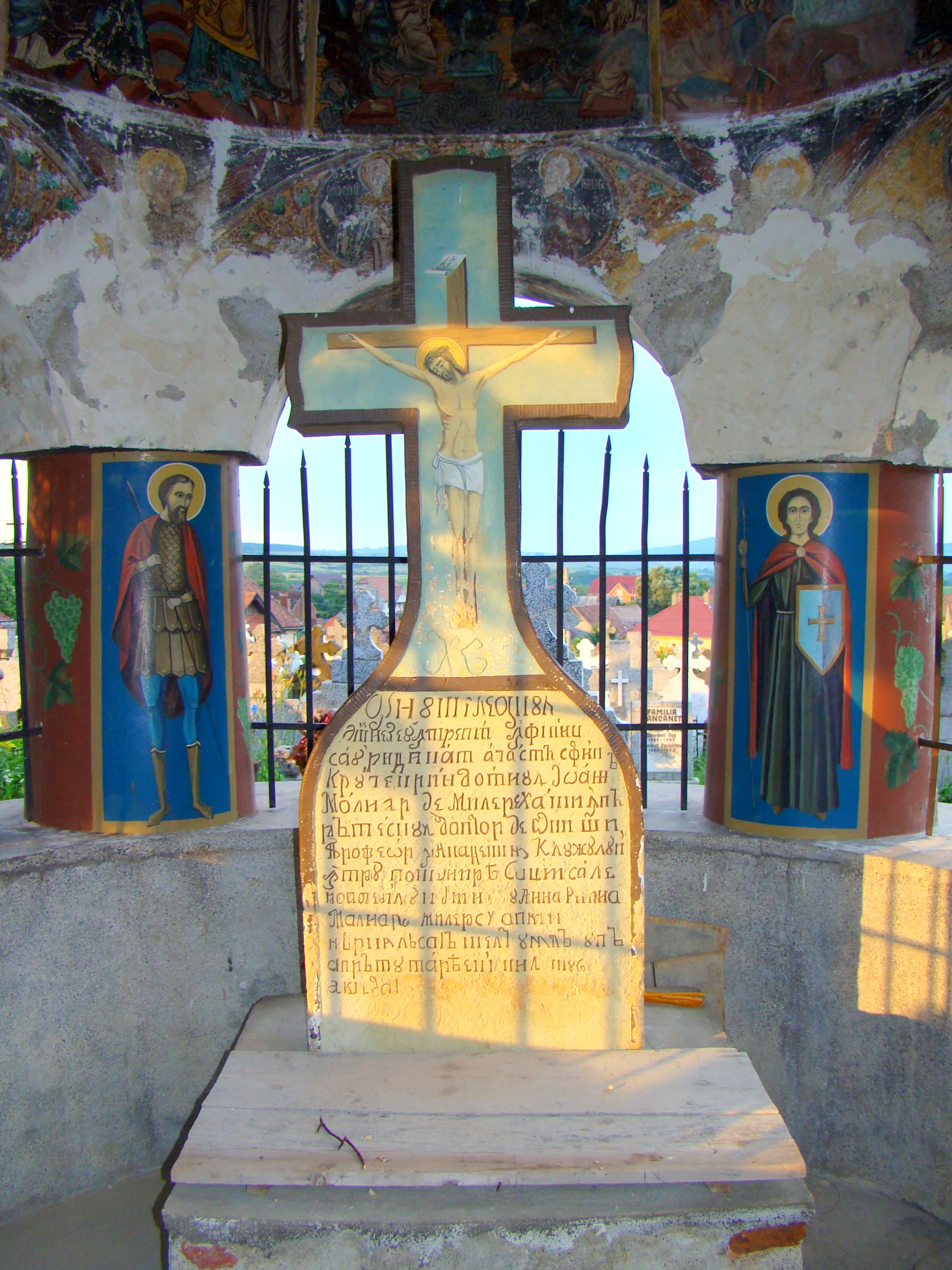
Capela cimitirului din Sadu
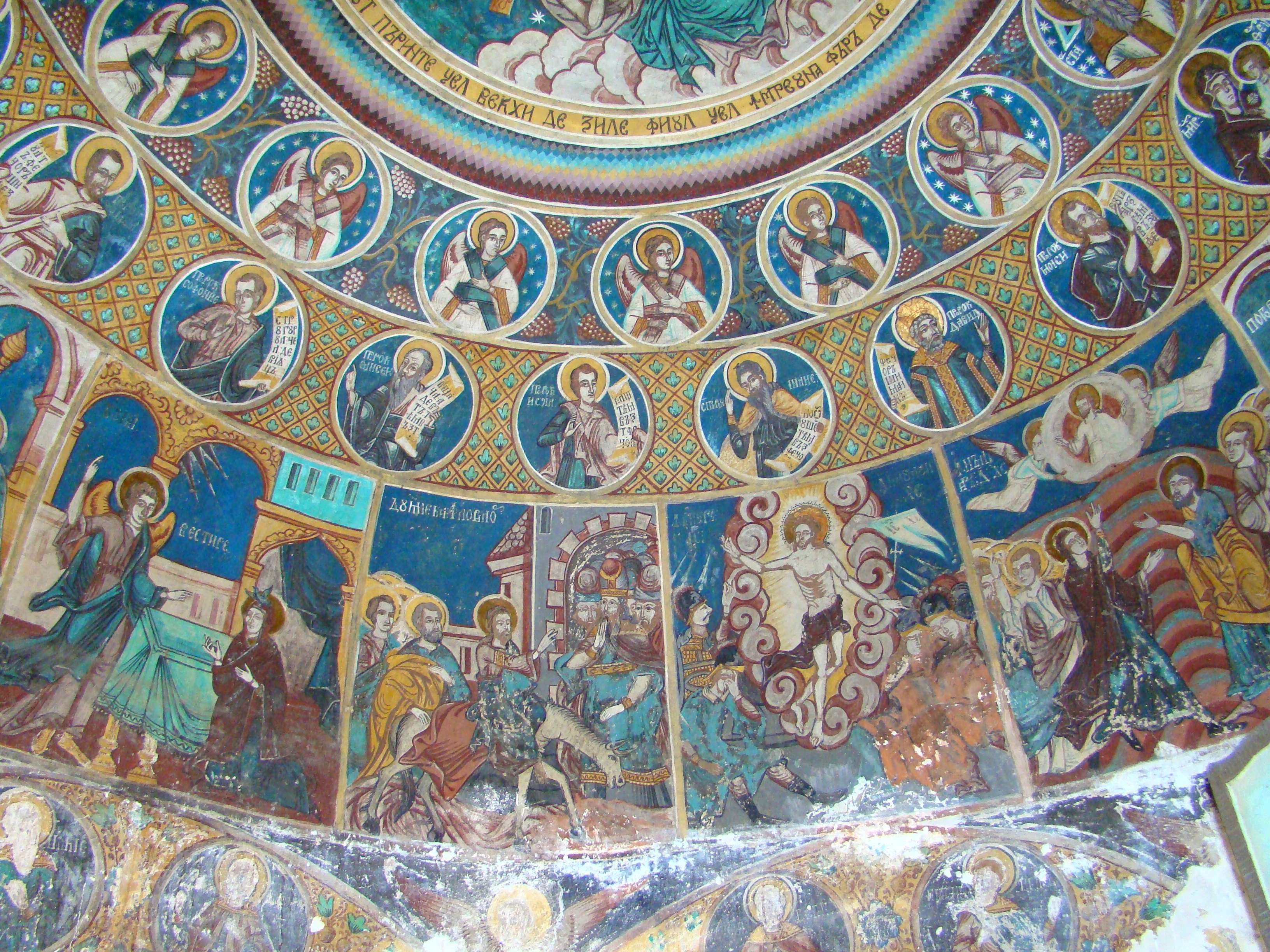
Capela cimitirului din Sadu